# Elis B. Höjer
Elis Buardo Höjer, född 28 september 1873 i Västervik, död 9 augusti 1947 i Brännkyrka församling, Stockholm, var en svensk maskiningenjör. 
Höjer avlade mogenhetsexamen 1893 och utexaminerades från Kungliga Tekniska högskolan 1896. Han blev elev vid Statens Järnvägar 1895, extra ritare där 1897, var underingenjör vid Statens Järnvägars maskinavdelning i Stockholm från 1899. Han var lärare vid utbildningskurserna för lokomotivförare och eldare vid Statens Järnvägars första distrikt 1902–1903, tillförordnad ritare vid Järnvägsstyrelsens maskininspektionsbyrå från 1905, maskiningenjör av andra klassen vid tredje trafikdistriktet 1908 och byråingenjör av första klassen i Järnvägsstyrelsens förrådsbyrå från 1911. Han var maskiningenjör vid Trafikförbundet Uppsala–Norrland 1927–1933 och vid Kristianstad–Hässleholms Järnvägar från 1933.